# Superbohater

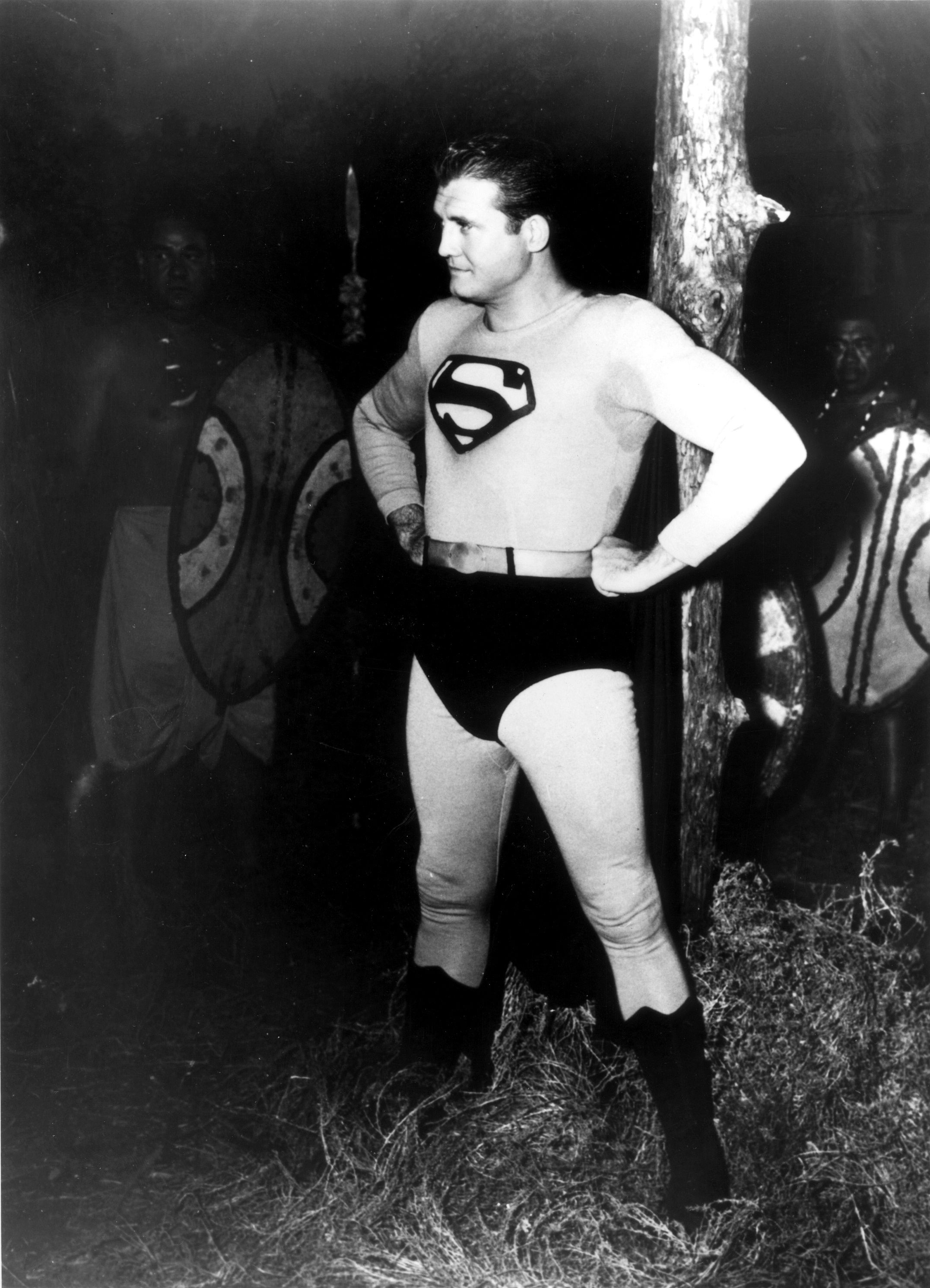
Superman odgrywany przez Georgea Reevesa w latach 50 XX w.

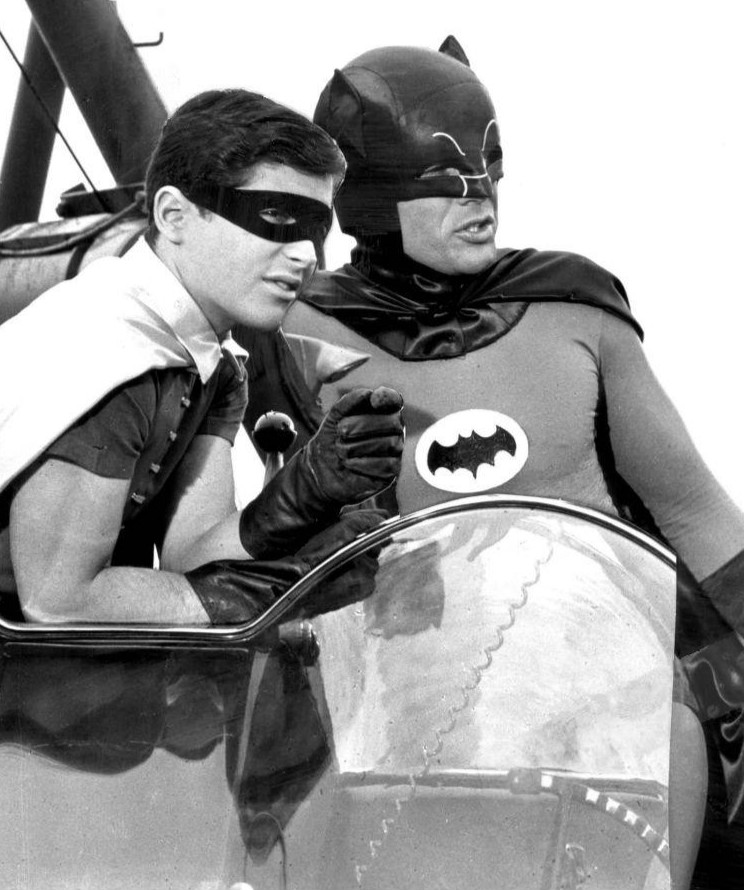
Batman odgrywany przez Adama Westa oraz Robin (Burt Ward) w serialu telewizyjnym Batman z lat 1966–1968.

Superbohater – fikcyjny bohater komiksów, filmów, seriali, gier lub książek zwalczający szeroko pojęte zło (najczęściej przestępczość) i najczęściej posiadający nadzwyczajne umiejętności. Termin został spopularyzowany wraz z pojawieniem się stworzonej przez Joego Shustera i Jerry’ego Siegela postaci Supermana, w magazynie Action Comics vol. 1 #1 (czerwiec 1938). Od końca lat 30. XX wieku historie o kostiumowych superherosach zdominowały amerykański rynek komiksowy, przenikając również do innych mediów. Powstało wiele filmów, książek i gier komputerowych zawierających superbohaterów.
Za protoplastów superbohaterów uważani są takie postacie literackie lub bohaterowie magazynów pulpowych jak: Tarzan z powieści Tarzan wśród małp (Tarzan of the Apes) Edgara Rice’a Burroughsa, Hugo Danner z powieści Gladiator Philipa Wylie’a, Zorro z powieści The Curse of Capistrano Johnstona McCulleya, Shadow, czy też Doc Savage. Ważną rolę odegrali również herosi z mitologii greckiej oraz stworzona przez Friedricha Nietzschego koncepcja nadczłowieka (Übermensch), która została opisana w książce pod tytułem Tako rzecze Zaratustra (Also Sprach Zarathustra).
Superbohaterowie cechują się często fantastycznymi zdolnościami. Niektórzy się z nimi rodzą (np. w Marvel Comics mutanci tacy jak Wolverine) albo zyskują w wyniku wypadku (Spider-Man, Fantastyczna Czwórka i Hulk w Marvel Comics, lub też Flash i Swamp Thing w DC Comics) lub eksperymentu (Kapitan Ameryka). Często również rewolucyjne wynalazki, znakomita sprawność fizyczna i znajomość sztuk walki (Batman) pozwalają zostać superbohaterem. Wynalazki bądź atrybuty dające nadprzyrodzone moce mogą być znalezione przypadkiem (Błękitny Skarabeusz), przekazane przez swojego stwórcę osobie którą uznał za właściwą (Zielona Latarnia) lub osobiście skonstruowane (Iron Man). Superbohaterami mogą być także maszyny (Vision), kosmici (Superman), czy istoty dysponujące nadprzyrodzonymi zdolnościami (Spawn).
Pojawienie się w latach 60. dużej ilości bohaterów, którzy swoje zdolności zawdzięczają wrodzonym lub nabytym mutacjom, wynika prawdopodobnie z dynamicznego rozwoju genetyki w owym czasie.
Często superbohaterowie ukrywają to kim są gdy nie walczą ze złoczyńcami i innymi zagrożeniami; w związku z tym często mają kostiumy, za pomocą których ukrywają swą tożsamość. Do wyjątków należy m.in. Fantastyczna Czwórka. Superbohaterowie niemal nigdy nie są członkami państwowych organów ścigania. Rzadkim wyjątkami są sytuacje, gdzie bohater pracuje dla specjalnie powołanej do tego celu fikcyjnej organizacji jak S.H.I.E.L.D. czy A.R.G.U.S. i inne podobne rządowe grupy superbohaterów jak kanadyjska Alpha Flight czy amerykańskie Team X.
Angielskie, dwuwyrazowe tłumaczenie wyrazu (super hero) jest znakiem handlowym należącym do DC Comics z Warner Bros. i Marvel Comics z Disneya.

## Przykładowi superbohaterowie
Lista przykładowych superbohaterów:
- Postacie pozbawione nadprzyrodzonych mocy – postacie, które nie posiadają nadludzkich mocy lub zdolności. W walce ze zbrodnią korzystają m.in. z własnego intelektu, sztuk walki, wynalazczości, bądź też posługują się konwencjonalnym lub fantastycznym orężem, ekwipunkiem i środkami transportu:
  - Batman (DC Comics)
  - Nigthwing (DC Comics)
  - Zielona Latarnia (DC Comics)
  - Green Arrow (DC Comics)
  - Iron Man (Marvel Comics)
  - Punisher (Marvel Comics)
  -  Snake Eyes i inni członkowie G. I. Joe (Hasbro)

- Kosmici – przedstawiciele inteligentnych form życia pozaziemskiego, którzy przybyli na Ziemię, lub też ich przygody rozgrywają się w kosmosie:
  - Superman (DC Comics)
  - Doctor (Doctor Who)
  - Martian Manhunter (DC Comics)
  - He-Man (Mattel/DC Comics)
  - Srebrny Surfer (Marvel Comics)
  - Invincible (Image Comics)

- Postacie obdarzone mocami w wyniku działań zewnętrznych – postacie, które nabyły moce w wyniku mutacji spowodowanej np. przypadkowym napromieniowaniem, podaniem serum zwiększającego masę mięśniową lub intelekt, bądź też innego czynnika zewnętrznego:
  - Spider-Man (Marvel Comics)
  - Kapitan Ameryka (Marvel Comics)
  - F4 (Marvel Comics)
  - Hulk (Marvel Comics)
  - Bestia (DC Comics)
  - Flash (DC Comics)
  - Wojownicze Żółwie Ninja (Mirage Studios)
  - Deadpool (Marvel Comics)

- Postacie z wrodzonymi mocami – postacie, które urodziły się z mutacją, dzięki której obdarzeni są supermocami:
  - X-Meni i inni mutanci (Marvel Comics)
  - Namor the Sub-Mariner (Marvel Comics)
  - Aquaman (DC Comics)
  - Black Canary (DC Comics)
  - Captain Comet (DC Comics)

- Demony, półdemony lub postacie, które zyskały demoniczne moce – postacie będące demonami (najczęściej inspirowane istotami z podań i wierzeń np. diabłami, wampirami, wilkołakami etc.), lub tylko obdarzonymi demonicznymi mocami.
  - Hellboy (Dark Horse Comics)
  - Spawn (Image Comics)
  - Blade (Marvel Comics)
  - Ghost Rider (Marvel Comics)
  - Raven (DC Comics)
  - Etrigan (DC Comics)

- Bogowie, półbogowie lub postacie, które zyskały boskie moce – postacie zainspirowane bóstwami lub półbogami mitologicznymi, lub posiadające ich moce:
  - Thor (Marvel Comics)
  - Hercules (Marvel Comics)
  - Wonder Woman (DC Comics)
  - Captain Marvel/Shazam (Fawcett Comics/DC Comics)
  - The Mask (Dark Horse Comics)

- Magowie i czarodzieje – postacie obdarzone mocami magicznymi:
  - Mandrake the Magician (King Features Syndicate)
  - Zatanna (DC Comics)
  - John Constantine (DC Comics)
  - Doctor Fate (DC Comics)
  - Doctor Strange (Marvel Comics)

- Roboty, androidy lub cyborgi – postacie będące maszynami, bądź też pół-maszynami (np. cyborgami):
  - Vision (Marvel Comics)
  - Deathlok (Marvel Comics)
  - Red Tornado (DC Comics)
  - Cyborg (DC Comics)
  - Bloodshot (Valiant Comics)
  - Autoboty (Hasbro/Marvel Comics/Dreamwave Productions/IDW Publishing)